# Labasa (Fiyi)

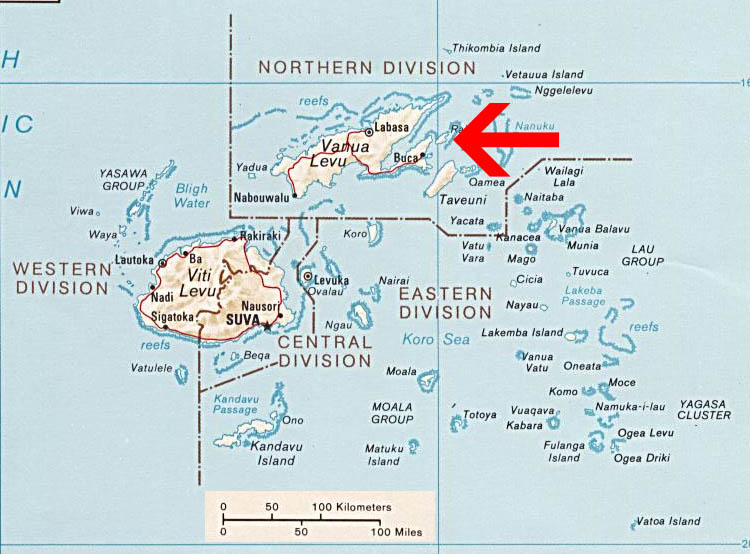
Ubicación de Labasa en la isla de Vanua Levu.

Labasa es una ciudad de Fiyi, situada en la provincia de Macuata, en la División Norte, siendo el mayor centro urbano de la isla de Vanua Levu. Tiene una población de cerca de 27.949 habitantes. Se encuentra en el delta de tres ríos, el Wailevu, el Labasa y el Qawa. En su avenida principal se encuentran los únicos semáforos instalados en la isla.
En esta localidad son de gran importancia las actividades agrícolas, en particular el cultivo de caña de azúcar. Sin embargo, debido a la baja del precio de este producto en el mercado internacional, se ha presentado un fuerte proceso migratorio hacia Viti Levu. La industria turística es incipiente. 
Cuenta con un equipo de fútbol que juega en primera división, el Labasa F.C.